# Chlosyne nox
Chlosyne nox är en fjärilsart som beskrevs av Gunder 1928. Chlosyne nox ingår i släktet Chlosyne och familjen praktfjärilar. Inga underarter finns listade i Catalogue of Life.